# Dzieła Hieronima Morsztyna
Hieronim Morsztyn (Jarosz Morsztyn; Hieronimus Morstin de Raciborsko, H.M.D.R, H.M.Z.R), (ur. około 1581 - zm. około 1622) był polski poetą wczesnobarokowym, pisarzem i tłumaczem, autorem około 450 wierszy. Poniżej znajduje się lista jego dzieł.
Lista wierszy z Sumariusza Hieronima Morsztyna oraz ich numeracja opiera się na publikacji Dynowskiej, która używała odpisu znajdującego się obecnie w Bibliotece Naukowej PAU i PAN w Krakowie. Odpis ten, z roku ok. 1657-1659, został wykonany po śmierci Morsztyna.
W roku 2016 wiemy o około 30 odpisach. Malicki wykorzystywał 6 przekazów i stworzył swoją listę, obszerniejszą od listy Dynowskiej. Niektóre z wierszy zawarte w Summariuszu były też przedrukowane, chociaż bez atrybucji, w Wirydrarzu poetyckim Jakuba Trembeckiego (1643-ok. 1719) i wielu innych wydaniach (patrz sekcja "Materiały źródłowe do poezji Hieronima Morsztyna"). Interesujący jest odpis dostępny obecnie w Bibliotece Raczyńskich Poznaniu z roku 1613, czyli jedyny odpis wykonany za życia poety. Utwory Morsztyna rozpoczynają się w nim stroną Fraszkorytmy albo zabawy pokoiowe, z Ksiąg Authora pewne wyięte: na vcieszną Kroto chwile ludziom osobliwie kwitnącego wieku dworskiem. W Krakowie. Pisane są w Roku 1613. Dni Miesiąca Lipca.

## Lista Dynowskiej (1910)[1]
Lista Dynowskiej S1-S190 oraz S192-S304 obejmuje 303 wiersze (innymi słowy w liście nie ma S191 ze względu na błąd autorki)

### Apophtegmata (aforyzmy)
S1 Ubóstwo dobrowolne: Dyogenes Cinicus...

S2 Cierpliwość: Sokrates był filozof...

S3 O tymże: Towarzysz filozofa pytał...

S4 Wymowa: Dyogenes, wrodzonej nie mając wymowy...

S5 Zgoda: Anacharsis, tatarski król...

S6 Śmierć niezwykła: Portia, córka Katonowa była...

S7 Białogłowskie rządy: Semiramis, królowa asyryjskich krajów...

S8 Dobra myśl ochotnego gospodarza: Apollo złotowłosy, zdejm sajdak ze strzałami...

S9 Filius Bacchi: Chcemy sobie dziś radzi być...

S10 Sonet: Wina, panien, muzyki...

S11 Starościc: Do nas, do nas, ucieszna wszechrozkoszy pani...

S12 Epithalamium na wesele Jego Mci Pana Jerzego Niemsty: Apollo, cny ochmistrzu sióstr parnaskich...

S13 Na bankiet tegoż: Słusznali to, dworzaninie...

S14 Myśliwy do myśliwego, Niemsta do Kochanowskiego: Nim pióro twoje ustanie...

S15 Tenże do tegoż o tymże: Pióro mnie twoje, mój drużbo cnotliwy...

S16 Do starosty zwoleńskiego: Starosto na Zwoleniu, Krzysztofie sławnego...

S17 Na Wojciecha Białoskórskiego: Wielka godność i dary...

S18 Do Łaskiego, wuja swego: Łaski Olbrychcie, wuju mój a panie...

S19 O szczęściu: Miernie szczęścia zażywać...

S20 Fortunne lata: Myśl wesoła, niestroskane serce, zdrowie niełatane...

S21 Do Chełmskiego: Wdowcze osierociały, Chełmski Samuelu...

S22 Do Dadziboga Karnkowskiego: Dał ci Bóg, da i jeszcze...

S23 Alcestis, żona cnotliwa za męża umiera: Apollo, gdy Cyklopy pogromił...

S24 Bo tak u ludzi, u nas zaś jako: U poganów za męże żony umierały...

S25 Śmierć: Bryła ziemi mój zamek...

S26 Albo tak: Ziemia mój dwór...

S27 Non licet plus effere quam intuleris : Nagom na świat spłodzony...

S28 Płacz: Płakałem, gdym się rodził...

S29 Albo tak: Każdy płacze, gdy się rodzi...

S30 Skonanie: Ex illo momento pendet aeternitas. We mgnieniu oka koniec...

S31 Sic transit gloria mundi: Jak kostką rzucił...

S32 Unus est ad vitam introitus et exitus m ulti: Jedną furtką na ten świat...

S33 Miłość: Ten kto kiedy przedtem...

S34 Żałosny koniec miłości niezbędnej dwojga ludzi w sobie się kochających: Salernitańskie książę, Tankredus nazwany, Dość szczęśliwie panował, długo, bez nagany...

S35 Alfonsa, książęcia ateńskiego i Orystelli, królewny kreteńskiej, miłość śmiercią zapieczętowana: Sławny Minos kreteński, król i tyran srogi, Lat siedmdziesiąt przeżywszy, przyjęt między bogi...

S36 Akoncyusz pisze do Cyprydy chorej: Nie lękaj się, nie będziesz więcej przysięgała...

S37 Odpis Cyprydy: Zlękłam się i takem twe pisanie czytała...

S38 Odmiany: Wszystko idzie za czasem...

S39 Ziemianin: Rozmaitych głów na świecie...

S40 Okazya: Okazya płocha pani...

S41 Epitaphium jednemu: Uroda, ludzkość, łaska...

S42 Szlachecka kondycya: Pan to wielki, co na stronie...

S43 Chudy pachołek mówi: Prawda to, że mnie szczęście...

S44 Lament za grzechy: Nieszczęsna duszo, pełna nieprawości...

S45 O Dyanie albo Wenerze od swoich: Dyana Akteona w jelenia...

S46 Do Anusieńki: Nierówno nas, Anusiu...

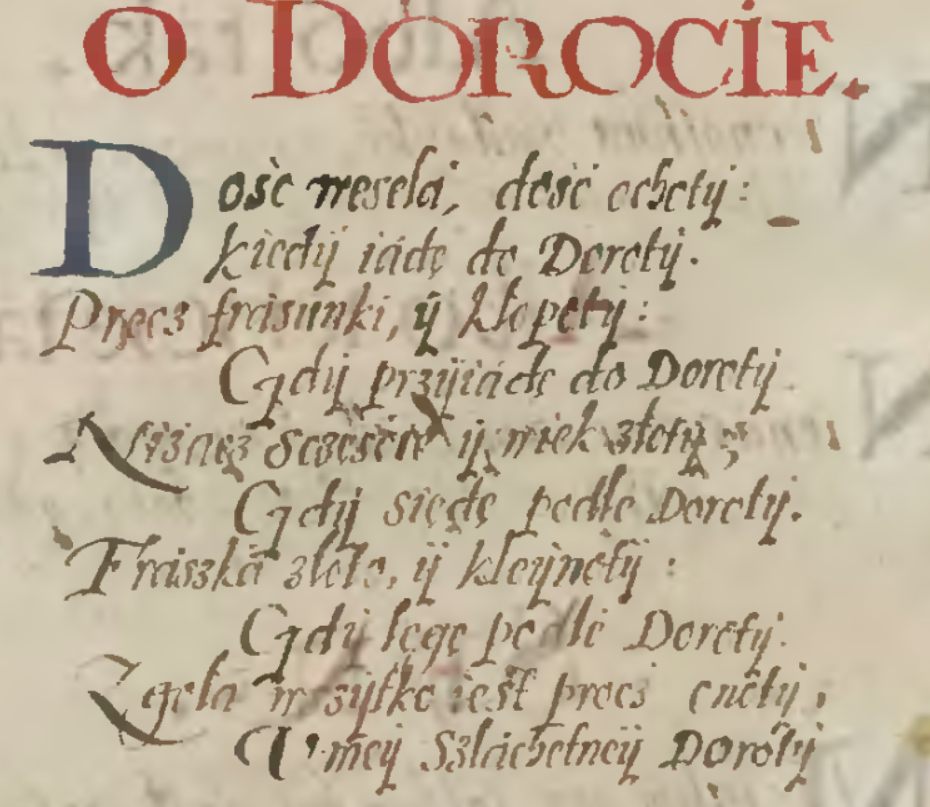
O Dorcie. Wiersz Hieronima Morsztyna w Bibliotece Raczyńskich
Dość wesela, dość ochoty,
Kiedy jadę do Doroty.
Precz frasunki i kłopoty,
Gdy przyjadę do Doroty.
Ni zacz szczęście, ni wiek złoty,
Gdy siędę podle Doroty.
Fraszka złoto i klejnoty,
Gdy legę podle Doroty.
Zgoła wszytko iest prócz cnoty
U mej szlachetnej Doroty.

Dość wesela, dość ochoty,

Kiedy jadę do Doroty.

Precz frasunki i kłopoty,

Gdy przyjadę do Doroty.

Ni zacz szczęście, ni wiek złoty,

Gdy siędę podle Doroty.

Fraszka złoto i klejnoty,

Gdy legę podle Doroty.

Zgoła wszytko iest prócz cnoty

U mej szlachetnej Doroty.

### Problemata
S47 Mąż: Nie to mąż...

S48 Pan: Nie to pan...

S49 Szlachcic: Nie to szlachcic...

S50 Kiep: Nie to kiep...

S51 Szczęście: Nie to szczęście...

S52 Strach: Nie to strach...

S53 Trzy grzechy śmiertelne: W srogim Bóg człowieka...

S54 List siostry do brata: Gdy ujrzysz Ust...

S55 Apendix: Kto serca niewiele ma...

S56 Jednej pani, w oknie syna piastującej w mniskiem odzieniu: Jakkolwiek w oknie pieszczona dziecina...

S57 Jednej pani, która w kościele poroniwszy, dziecka odbieżała, iż je psi poszarpali: Jedna panna tak modły...

S58 O tym że: Jeszcze sam Bóg nie przestał...

S59 Nagrobek dziecięciu: Grób mój psi brzuch...

S60 Do doktora: Czegoście wczora wszędy, panie doktorze...

S61 Do Anusi o piesku: Nie wiem, czego się w tym twoim lewusiu...

S62 Do Mikołaja: Co o tobie plotą, Mikołaju...

S63 Do onegoż O jednem...

S64 Z włoskiego : Jajo...

S65 Aenigma: Szyja jak u gąsiora...

S66 Drugie: Czarne brzegi...

S67 Na piękną rękę jednej pani: Piękniejszej ręki oko nie widziało...

S68 Na ubiór: Trzewiczkiem stopę, pończoszką kolana...

S69 Nagrobek żołnierzowi, u cudzej żony zabitemu: Folgowała mi w krwanwym...

S70 Tenże do siebie: Aleć mnie zdrajca...

S71 Temuż drugi: Kto tu leży...

S72 Temuż: Rozbój i mężobójstwo...

S73 Temuż: Za słodki grzech...

S74 Na Maruszę: Jeden, ujrzawszy w wieńcu...

S75 Biesiada: Prosił mnie w dom swój...

S76 Curyło z Worosiłem: Żołnierze do szlachcica...

S77 Malo me Galatea petiit lasciva: Jabłkiem pieszczona dziewczyna rzuciła...

S78 Z włoskiego. Il sol: Kiedy słońce ku dniowi...

S79 Toż: Kiedy wstające słońce spędza z nieba zorze...

S80 Na Zośkę: Nie wiecie, co mi dziś...

S81 Co ma być jutro, czemu nie dziś: Jeden się zalecając w tajemnej rozmowie...

S82 Uprzykrzony pijany: Uprzykrzony pijany, bym spełnił mu, prosi...

S83 Na osculum ukradzione: Ukradłem, a nie mam nic...

S84 Wałach tłusty: Jedna pani...

S85 Gadka: Dwo ga ludzi potrzeba...

S86 Z włoskiego: Cane, Turco me (nieczyt.) Psem Turkiem mnie krzcą...

S87 Na kpa: Ów kiep...

S88 Żartować albo dworować: Pani jedna w żarciech...

S89 Zwierzyna: Jeden pan miał na zwierza...

S90 O k...: Jako wije wonna rosa...

S91 Dyabeł z ogonem: Jedna z ogonem szatana na ścienie...

S92 Albo tak: Ujrzawszy jedna na ścienie...

S93 (bez tytułu w rkp.): Jeden frant zwodząc...

S94 Droga: Krawiec z panienką...

S95 Rozmowa: Do jednego miasteczka...

S96 Do Zosi: Krewnąś mi nie jest...

S97 O Dorocie: Dość wesela, dość ochoty...

S98 Sen: Miałem sen...

S99 In epistola Briseïdis: Tutius est iacuisse toro...

S100 Po polsku: Bezpieczniej jest w zielonym namiotku z dziewczyną...

S101 Apendix franta kozackiego niżownika: Bezpiecznej z k........

S102 Na białogłowy: Nader strawny żołądek...

S103 Albo tak: Niecnotliwa płeć biała...

S104 Albo tak: Nienasycone...

S105 K...: Szpetna jest rzecz...

S106 P... w klatce: Piękna panna w ptaszeczkach...

S107 Swadźba: Dziwy ze m ną miłość broi...

S108 Na doktora Gallusa: Doktor Gallus...

S109 Aliud in Gallum: Gallum gallinae...

S110 Albo tak do pani: Słyszcie pani, nie macie kurcząt...

S111 Albo tak: Kur, kokoszkę pojąwszy...

S112 Albo tak: Kur pojął...

S113 Dworska choroba: Z francuskiej przyszły ziemice...

S114 Bankiet rajski: Bóg ludzi dwoje...

S115 Do drużby: Nie smuć się, Hieronimie, drużbo mój...

S116 Wiosna: Bodajże nam wesoły czas wiosna zdarzyła...

S117 Rękojemstwo: Śliczna pani...

S118 Mój czarnoksiężnik: Nie wiecie, co za dziwy...

S119 K... szermierz: Kto się...

S120 Ex aureola Amoris: Jabym sam sobą...

S121 Pieśń: Już cię dawno, zła żono, upominam słowy...

S122 Do jednej: Co mi dasz panno...

S123 Na pana Czajkę: Czajka w polu...

S124 Odmiana...: Nadobna u wronego...

S125 Do Kolna na pijanicę: Powiadają, że w Kolnie...

S126 Hermafrodyta: Nie wiem hermafrodytą przez co ludzie zową...

S128 Nox erat et poeta properabam ad lectum puellae: W ciemną się noc udało...

S129 Num tibi cum fauces aurea sitis urit quaeris pocula: Jako gdy komu twardy głód...

S130 Zacna Wenus: Z wysoką pompą ni w czym niema miary...

S131 Apendix: Lepiej czasem lada stróż...

S132 Na sławne je....: Jaki taki się tym przedemną chlubi...

S133 Na chlubne gachy: Jeden powiedział, że dziś spał...

S134 Choroba panieńska: Panna dla krwie puszczenia...

S135 Leniwy doktor: Nie wiem, co za szaleństwo w tym doktorze ganią...

S136 Pani gacha cieszy: Z jedną panią w namiocie...

S137 Smaczny kąsek: Nadobna stopa...

S138 Pisces et mulieres in medio sunt meliores: Białogłowa i ryba...

S139 Becco cornuto: Nie wielkiej w tym Dyanna sztuki dokazała...

S140 Jabłka rajskie: Jabłka rajskie od Jewy...

S141 Melius nubere quam uri: Żenić się każą...

S142 Aenigma: Jest rzemiosło, w którem mistrz...

S143 Stadio: Najpiękniejszą boginię co najszpetniejszemu...

S144 Różność przyrodzenia: Bardzo różno natura...

S145 Do mamki Anki: Anno, smaczna dziewko moja...

S146 Becco co nuto: Nie zastawszy gość w domu...

S147 Do jednej: Puść mnie, dziewko, do swojego...

S148 Łacniej kpić niż orać: Ongi, gdym sobie na przechadzki chodził...

S149 Nawiedziny: Wczora mnie piękna pani...

S150 Obietnica: Długoż mnie, Anno...

S151 Igrzysko Zosi z Kupidynem: Zosieńka, pusta dziewczyna...

S152 Sam Kupido ranny: Kupido się z Wenerą naparł do ogroda...

S153 Ambicya: Niechaj ci, co się z krwawym Marsem rozumieją...

S154 Górna duma: Nie dbam o gmach marmurowy...

S155 Na Piotra: Rozumiał Piotr...

S156 Na jedną panią: Boże, przegnaj tę naszą Zofię...

S157 Na drugą: Wczora, kiedyś się w tańcu uwijała...

S158 Na dziatki w bieli Imc. Pana Mleczkowe: Czyjeli w koleńskim stroju dziatki małe...

S159 Epigramma: Lumine captus Alcon dextro...

S160 Po polsku: Leonila na lewe, Alkon ślep na prawe...

S161 Fraszki do Jana: Kazałeś mi przedziewczyć, Janie, swoje księgi...

S162 Poseł od zająca do myśliwców: Kusy Janusz, (bo rożen tak zająca zowie)...

S163 Z Owidyusza elegia VI: Rozumiałem ja więcej coś kiedyś o strachu...

S164 Na wilka, co przepiórek szukał: Powiadał kto zda mi się...

S165 Do Jerzego Niemsty: Trzeci raz już się żenisz...

S166 Cnotliwa matka: Pozywał syn swą matkę...

S167 Pallas z Wenerą: Stoi za gorączkę Pallas od miłości...

S168 Sine Cerere et Baccho friget Venus: Kiepska miłość o głodzie...

S169 I contra: Chłop na wsi grochem żyje...

S170 Żona bez posagu: Jako mięsa bez chleba więc nie pożywamy...

S171 Na rozjezdnem pachołek pannie pierścionek: Dobranoc Anusienko, dziewko urodziwa...

S172 Ex Ausonio ad Gallam: Jadę precz i nie jadę, odjeżdżam, bo muszę...

S173 Grzeczna żona do dworu: Słońce gdy rodzi z pragnienia tęsknicę...

S174 Pieczenia z cebulą: Górnosieczna a z wołu sztuka do pieczenia...

S175 Marsowe zaloty: Nie zawsze bojowładny i Mars wojny toczy...

S176 Do Wulkana: Byś wiedział, co się dzieje...

S177 Do niegoż: Tożeś, biedny kowalu...

S178 Do niegoż: Mars ci tam pocztę przyniósł...

S179 Do niegoż: Złyś rzemieślnik, kowalu...

S180 Mars z Wenerą: Mało się to nie zawdy...

S181 Rozstawanie z panną: Nie tak wiele w giębokiem morzu piasku...

S182 Na panią: A czemu cię nie widzę, moja pani, do mnie...

S183 Amor amans magnus: Miłuj Zosiu, nie zmyślaj...

S184 Na dyetę lubelską do Imc. Pana starosty wałeckiego: Szczęścia nam było...

S185 Na odjazd z Lublina Pana starosty wałeckiego: Starosta nas odjechał...

S186 Do Imc. Pana wojewodzica poznańskiego: Acz jeszcze zwiędła głowa...

S187 Do niegoż: Zapomniałeś mnie, panie...

S188 Odpis Imci na ten list: Zajechałeś daleko, mój Morsztynie...

S189 Odpis Morsztynów na ten list: Nie wzywałem na rękę...

S190 Do Imc. Pana Gostomskiego z Leżenie, wojewodzica poznańskiego, starosty wałeckiego: Jeśli co kiedy Sliche pióro me umiało...

S192[18] Po śmierci nieboszczyka Offmana do Imci Pana starosty wałeckiego: Czy szczęście, czy Snieszczęście to nasze sprawiło...

S193 O tymże: Objadłszy się kołaczy...

S194 Na panią tegoż: Offman się struł kołaczem...

S195 Bóg pogański cudzołożnik: Mars brat srogiej Bellony...

S196 Do Wenery: Matko, przecz mordujesz syna...

S197 Do Zosi: Żeglarz, gdy w morzu...

S198 Potrzeba z Kupidynem: Częstokroć ze mną Kupido wojował...

S199 Z panny doktor: Okrutne dziecko...

S200 Próba miłości: Fałszu niemasz we złocie...

S201 Albo tak: Złotnik gdy w ogniu...

S202 Myślistwo Kupidynowe: Bujałem sobie jak ptak...

S203 Związany miłością: Łzy lejąc, śpiewam...

S204 Parys do Heleny: Pomaga Bóg, cna pani...

S205 Wilaneska: Pomnij Amaryllido...

S206 Wilaneska druga: Wczora, kiedyś do wody...

S207 Lament niewolnika: Nic mnie nie boli...

S208 List do Anusieńki: Jakiego Anusieńka zdrowia mi winszuje...

S209 Młodzieńca z panną rozmowa: Jedno cię raz, Anusiu....

S210 Jednej zacnej pani: Niewdzięcznaś chęci...

S211 Lament za niewdzięczności: I toć ból srogi...

S212 Do serca: Nieszczęsne serce...

S213 Trefniczek zloty: Midas, czego się dotknął...

S214 Do jednej: Chociaż tak twarda jak dyamentowy...

S215 Do niej: Srodześ tak zjadła jak tygrys...

S216 Lament na odjazd z Wilna jednej pani: Gdzieś teraz, ma Zosieńku...

S217 Do jednej pani po odjeździe męża jej: Jako po bujnym krzewiu...

S218 Do Jej Mci Barbary Kmicinej: Święta pani...

S219 Lament cuiusdam: Jeśli żona małżonka...

S220 Niesłownej białogłowie: Gniewnoć na mnie, gospodze...

S221 Do swojej: Nie dziwuj się, nie wierzę...

S222 Do niejże: Arcypiękna nad Wenus...

S223 Do niejże: Czy śnieg, czy ogień...

S224 Oziębła miłość: Twardy kamień...

S225 Do jednej: Ogniem i wodą...

S226 Do jednej pani: Candida sidereis ardescunt. Z wdzięcznego oka...

S227 Ex eodem Petronio: Linque tuas sedes, alienaque littora quaere. Zapomnij na czas kątów swych...

S228 Ex epigramma Jacobi Sannazarii: Skarżyła się przed Jowiszem...

S229 Ex eodem do jednej pani: Właśnie kiedyś już rodzić...

S230 Ex Seneca de verbo ad verbum: Jako gdy w dzikich puszczach...

S231 Aedilion Theocriti de morte interfecti Adonidis: Gdy na martwe ślicznego Adonida ciało...

S232 Do jednej pani, smutnej po zejściu męża swego z świata: Synogarlica jako, gdy miłego zbędzie...

S233 Do niejże: Długoż tak, śliczna pani...

S234 Ab impossibili do jednej: Pierwej wilcy, kozłowie będą bić rogaci...

S235 Do niejże: Kiedy słońce wśród nocy...

S236 Do niejże: Pierwej mię ziemia pożre...

S237 Na manele do panny: Więzień jestem...

S238 Na łubek albo wieniec: Ani kwiat, ani złoto...

S239 Albo tak: O niegodny rozm arynie...

S240 Albo tak: Dostanieli się mej koronie...

S241 Albo tak: By mówić zioła umiały...

S242 Albo tak: Zajrzeć tego wieńczą zgoła...

S243 Albo tak: Wieniec, który sam na głowie...

S244 Albo tak: Jeśli panno kwiat kochany...

S245 Albo tak: Jabym też nie posmolił...

S246 Do wieńca: Wieńcze, który będziesz wkoło...

S247 Albo tak: Fraszka złoto, fraszka kwiecie...

S248 Na łubek srebrny: O piękny kruszcu...

S249 Albo tak: Nadobny kwiat...

S250 Do Marka Radowskiego: Dworzaninie, Marku drogi...

S251 Argument historyi o Thalezie, królewiczu lidyjskim, a o Parapodzie, królewnie aragońskiej, którą był zjechał: Talezus, cny królewicz państwa lidyjskiego, Zjechawszy z swej ojczyzny...

S252 Historya o tychże dwojgu: Mnistetis, król lidyjski fortunnie panował, Lecz nie długo...

S253 Epitaphium Alexandri Niewiarowski de Niewiarów, multae expectations adolescentis.

S254 Carmina in eundem, vini amatorem: Bacche, memor...

S255 Aliud: Amphorendum...

S256 Aliud: Facundi calices...

S257 Aliud: Ossa...

S258 O tymże: Aleksander tu leży...

S259 Albo tak: Tu leży Aleksander Niewiarowski...

S260 Temuż nagrobek żartem: Tu leży Aleksander Niewiarowski, temu...

S261 Jeszcze żartem: Kto tu leży...

S262 Albo tak: Nie w grobie, lecz w piwnicy...

S263 Albo tak: Cóż tu czynisz, Olesiu...

S264 Albo tak: Czyj to grób...

S265 Nagrobek Imci Panu Krzysztofowi z Raciborska Morsztynowi: Krzysztof Morsztyn tu leży...

S266 Nagrobek pannie pięknej: Wszystekeś świat swą śmiercią...

S267 Nagrobek Kupidynowi: Serceś mi wzięła...

S268 Nagrobek doktorowi: Już teraz...

S269 Potentatowi: Mądrość nad mądrościami...

S270 Kosterze: Czyj to grób. Żołądź moja...

S271 In mortem Stanislai Karnkowski Archiep. Gnesn: Stemmae Carncovius...

S272 Aliud: Princeps prim us eram...

S273 Aliud: Sarmate Carncovino...

S274 In stemma Carncoviana...

S275 Aliud: Vellere candorem...

S276 Aliud: In novam mentem...

S277 Epitaphium cuidam: Forma...

S278 In quendam benedictum, cui sponsa ante nuptias peperit: Quam bene conveniunt...

S279 Ad sponsum: Cur sponsa...

S280 Ad eundem: Cur (nieczyt.) benedicte...

S281 In ann lum, canis imaginem referentem: Est lapis hunc...

S282 Mądrość: Kto ze mnie szydzi...

### Pieśni rozmaite
S283 Pierwsza: Cyprydo, ty, co tym zapałem władniesz...

S284 Wtóra: Zaprzęż, Neptunie, ciemnowodne konie...

S285 Trzecia: Oj nieszczęsny Kupido...

S286 Czwarta: Przyjdzie się pożegnać...

S287 Piąta: O cóżże się, pani matko, na mnie pogniewała...

S288 Szósta: A wszakżem ci powiadała, że ciągniesz kota...

S289 Siódma: Samam sobie w tern winna...

S290 Ósma: Zaprzęgaj orły białe, a nie konie...

S291 Dziewiąta: Ach niestety, juże...

S292 Dziesiąta: Już dobranoc, Anusieńku...

S293 Hejnał: Hejnał świta; już w pokoju...

S294 Na toż: Wpadłszy w pokój jednej pani...

S295 Pieśń żałosna: Nadobna panieneczka serce mi ukradła...

S296 Takaż druga na tę samą nutę: Przypuszczam me zdanie...

S297 Pieśń o małżeństwie: Śliczna pani, matko Kupidyna...

S298 Pieśń i taniec: Pan gospodarz chętnie daje...

S299 Dobry dzień: Już dzień nadchodzi...

S300 Dobra noc: Gwiazdy się kryją...

S301 Do panny: Kazałaś mi kart, panno...

S302 Do pani: Siła przedtem dla pięknych pań...

S303 Do Kasi: Nagoś mi się...

S304 Do niejże: Kasiu, przymknij się do mnie...

## Lista Malickiego (1990)[4]
Lista Malickiego zawiera 332 wiersze Morsztyna w porównaniu z 303 wierszami S1-S304 w liście Dynowskiej. Malicki przenumerował listę Dynowskiej i dodał następujące wiersze:
M36 Nagrobek (Wieczna miłość tu leży...)

M38 Nagrobek Ojcu (Tu Minos ...)

M39 Temuż Drugi ("Król tu leży" ...)

M40 Temuż Trzeci (Tyran zdechł przez sen, a ci, co się go więc bali ...)

M41 Nagrobek żenie jego aspazyjnej (Aspazyja krolowa a tyrana żona ...)

M42 Tejże z córką jej pospołu (Matka z córką tu leży, obojga krew srogi ...)

M43 Orestylle, krolwnie kreteńskiej (Królewna Orestylla tu leży. Ta z świata ...)

M44 Alfonsowi. Książęciu [atęńskiemu] nagrobek (Alfons, książę i więzięń króla kreteńskiego)

M45 Orystylla do Alfonsa (Alfonsie, grob twoj — psi brzuch, a truna — jelito...)

M46 Alfons do Orestylle (Orestyllo, nie dziwuj, żeśwa się rozstała...)

M49 Paragraf (Jabłkięm serce zwyciężył młodzięniec swej panny...)

M57 Nagroda Wszeteczności (Akteon, wnuk Kadmusow , w łowiech spracowany ...)

M69 Bez tytułu (Nie chce się, wierę, nigdy głodnem u miłować...)

M76 Albo tak (Na co, panienki, pieski do pościeli...)

M93 Albo tak (Tkanką mię puste dziewczę przeraziło...)

M94 Albo tak (Pomarańczą cisnęła Katarzyna na mnie...)

M95 Na toż (Śliczne dziewczę wianeczkiem głowę mi przebiło...)

M100 Osculum (Una trisyllaba vox inter celebratur am antes...)

M117 Do kasie (Wroć mi serce, Kasienku, bo w nim żywot noszę...)

M119 Albo tak (Śniło mi się, żem zjadł woz. Porwę się stroskany...)

M131 In Gallum vel Gallinam (Sum Galla et Galli coniunx. G allina sed ex hoc...)

M132 Na tegoż (Dał mi Bog kura męża, lecz pono nie samiec...)

M196 Lekkie i gruntowne potrawy (Grzanki — pianki; kaszki — fraszki; polewki — przelewki...)

M197 Albo tak (Dobra jest Włochom żaba, a do niej sałata...)

## Materiały źródłowe do poezji Hieronima Morsztyna
Lista materiałów źródłowych poezji Morsztyna. Rękopisy A-F były i wykorzystane w opracowaniu Malickiego.
- A rkps Biblioteki Naukowej PAU i PAN w Krakowie, sygn. 2257, k. 219r– 327v (Sumariusz wierszów Morsztyna, niegdy poety polskiego, przepisany). Księga pamiętnicza Jakuba Michałowskiego.[9]
- B rkps Biblioteki Raczyńskich w Poznaniu, sygn. 606, s. 101– 148 (Fraszkorytmy albo Zabawy pokojowe z ksiąg autora pewnego wyjęte na ucieszną krotochwilę ludziom, osobliwie kwitnącego wieku, dworskim. W Krakowie pisane są w roku 1613, dni miesiąca lipca). Rękopis Skórzewskich z Lubostronia.
- C rkps przechowywany w Bibliotece Jagiellońskiej w Krakowie, sygn. Ms.Slav.Fol. 9 (Iocoseria albo Poważne ludzi mądrych pisma i powieści z różnych autorów ... zebrane i przepisane w roku Pańskim 1630). Rękopis Stanisława Woyny.
- D rkps Biblioteki Naukowej PAU i PAN w Krakowie, sygn. 1274.
- E rkps Biblioteki Naukowej PAU i PAN w Krakowie, sygn. 1273, cz. 1.[10]
- E rkps Biblioteki Naukowej PAU i PAN w Krakowie, sygn. 1273, cz. 2.[10]
- F rkps Biblioteki Książąt Czartoryskich w Krakowie, sygn. IV 1888.
- rkps Lwowskiej Narodowej Naukowej Biblioteki Ukrainy, Zbiór Ossolińskich, Zespół 5, Dział 1, sygn. 1453, s. 97– 98.
- rkps Muzeum Narodowego w Krakowie, sygn. 48, s. 121– 130 (Wiersze różne dla zabawy).
- rkps Archiwum Państwowego w Sztokholmie, Kolekcja Skokloster, sygn. E 8603.
- rkps Rosyjskiej Biblioteki Narodowej w Petersburgu, sygn. FN 196.
- rkps Biblioteki Zakładu Narodowego im. Ossolińskich we Wrocławiu, sygn. 2140/ I.
- rkps Biblioteki Zakładu Narodowego im. Ossolińskich we Wrocławiu, sygn. 401/ II, k. 133r– 161v.
- rkps Biblioteki Zakładu Narodowego im. Ossolińskich we Wrocławiu, sygn. 3563/ II, k. 167r– 230v.
- rkps Lwowskiej Narodowej Naukowej Biblioteki Ukrainy, Zbiór Ossolińskich, Zespół 5, Dział 1, sygn. 4502.
- rkps Biblioteki Książąt Czartoryskich w Krakowie, sygn. 1679, s. 203– 220.
- rkps Biblioteki Książąt Czartoryskich w Krakowie, sygn. I 2353, s. 155– 206 (Poemata Felicis Kryski, equitis Poloni).
- rkps Biblioteki Naukowej PAU i PAN w Krakowie, sygn. 1046, k. 521v– 523r, 526r, 527r, 531r– v (Fragmenta Morsztynowe).
- rkps Biblioteki Naukowej PAU i PAN w Krakowie, sygn. 1046, k. 521v– 523r, 526r, 527r, 531r– v (Fragmenta Morsztynowe).
- rkps Lwowskiej Narodowej Naukowej Biblioteki Ukrainy, Zbiór Baworowskich, Zespół 4, Dział 1, sygn. 1321/ II, k. 282v– 287r, 335r– 336r, 345r– 346r (Fragmenta Morsztynowe).
- „Monitor” 1773, nr 52, s. 433– 435 (Szlachecka kondycyja. Rzecz z pewnego rękopisma wybrana).
- „Monitor” 1776, nr 14, s. 106– 113 (Wiersze Morsztynowskie z pewnego rękopisma wybrane).
- rkps Biblioteki Narodowej, sygn. III 6690, k. 2v– 9v (fragment zespołu Favitas [!] albo Próżna zabawa reprezentowana przez fraszki).
- rkps Biblioteki Naukowej PAU i PAN w Krakowie, sygn. 295, s. 98– 108 (fragment zespołu Fatuitas albo Próżna zabawa reprezentowana przez fraszki).
- rkps Lwowskiej Narodowej Naukowej Biblioteki Ukrainy, Zbiór Baworowskich, Zespół 4, Dział 1, sygn. 1332.
- rkps Lwowskiej Narodowej Naukowej Biblioteki Ukrainy, Zbiór Ossolińskich, Zespół 5, Dział 1, sygn. 4590/ II.
- rkps Biblioteki Narodowej, sygn. BOZ 1162. V – rkps Lwowskiej Narodowej Naukowej Biblioteki Ukrainy, Zbiór Ossolińskich, Zespół 5, Dział 1, sygn. 2133.
- rkps Lwowskiej Narodowej Naukowej Biblioteki Ukrainy, Zbiór Ossolińskich, Zespół 5, Dział 1, sygn. 5888/ I (Wirydarz poetycki z różnych poetów wiadomych i niewiadomych ... wystawiony i skończony roku Pańskiego 1675, die 24 Decembris).
- rkps Biblioteki Jagiellońskiej w Krakowie, sygn. 116.
- rkps Biblioteki Kórnickiej PAN, sygn. 1195.
- rkps Biblioteki Naukowej PAU i PAN w Krakowie, sygn. 2253.
- zatracony rkps dawnej Biblioteki Załuskich, sygn. Poësis F. XVI 9; przedruk w: J. Rzepecki, O nieznanych dotąd poezjach Zbigniewa Morsztyna, „Biblioteka Warszawska” 1885, t. 1, s. 39– 40.
- niezidentyfikowany rkps Biblioteki Kórnickiej PAN; przedruk w: W. A. Maciejowski, Piśmiennictwo polskie od czasów najdawniejszych aż do roku 1830, t. 3b, Warszawa 1852, s. 178– 181.

## Patrz też
- Spis rzeczy zawartych w Sumaryuszu opublikowany przez Dynowską w 1910 roku[1].